# Poquian
Poquian es un caserío peruano ubicado en el distrito de Copa, perteneciente a la provincia de Cajatambo del departamento de Lima, al centro oeste del Perú. 

## Ubicación
Poquian se ubica al norte de la provincia de Cajatambo, en el distrito de Copa, en el departamento de Lima.

## Demografía
En 2017 Poquian tenía una población de 141 habitantes.
| Gráfica de evolución demográfica de Poquian entre 1993 y 2017 |
|                                                               |
| Fuentes: Población 1993 y 2017                                |